# Неголь довгодзьобий
Неголь довгодзьобий (Limnodromus scolopaceus) — вид прибережних птахів родини баранцевих (Scolopacidae).

## Поширення
Гніздиться в тундрі Північної Америки (Аляска, північ Канади) та східного Сибіру (Чукотка), а зимує на півдні США та в Центральній Америці. У Західній Європі спостерігається зрідка, але регулярно; у період з 1958 по 1996 роки вид тут спостерігали 216 разів.
Населяє заболочені тундрові низини, порослі осокою, на берегах дрібних, переважно заплавних озер. У місцях гніздування воліє субарктичні тундри та лісотундру.

## Опис
Довжина тіла 24–30 см, розмах крил 46–52 см; маса тіла 88–144 г. Має дуже довгий прямий дзьоб з трохи товстішим кінчиком. Обидві статі однаково забарвлені. У шлюбному забарвленні спина і покриви крил темні, низ тіла іржаво-бурий, смугастий. Шия і груди вкриті густими смугами. Яскрава брова на темній голові. Хвіст густо смугастий чорно-білого кольору (чорні смуги ширше білих). У позашлюбному оперенні верх рівномірно сіро-бурий, низ білий, грудка сіра без плям. Молоді особини схожі на дорослих у шерсті, але пір'я з іржавими краями та темним центром. Доросле оперення вони набувають вже першої осені.

## Спосіб життя
Харчується в основному комахами, молюсками, ракоподібними та морськими черв'яками, а також деякими рослинними матеріалами. Здобич ловить довгим дзьобом на мілководді або у вологому мулі. Гніздо облаштовує на землі у високій траві, що росте. У кладці 4 яйця оливково-вохристого кольору з темно-бурими розмитими плямами. Тривалість насиджування близько 20 днів. Спочатку кладку насиджує самиця, до кінця гніздування — самець.